# ハッキング・アイ
『ハッキング・アイ』（原題: Aux yeux de tous）は、2012年のフランスのスリラー映画。

## あらすじ
大統領選挙を控えるパリのとある駅で爆破テロが発生。爆破テロの首謀者はイスラム系過激組織の犯行として捜査が進められていた。その頃、「アノニマス26」と名乗るハッカーが、その犯行現場にある監視カメラ映像を入手する。

## スタッフ
- 監督 : セドリック・ヒメネス、アルノー・デュプレイ
- 脚本 : セドリック・ヒメネス、アルノー・デュプレイ
- 原案 : アルノー・デュプレイ
- 製作 : セドリック・ヒメネス
- 編集：ニコラス・サルキシアン、マリー・ピエール・ルノー
- 撮影 : レオ・アンスタン
- 音楽：ジュリアン・ジャブレ、マイケル・トージマン
- 製作総指揮 : アラン・モネ
- キャスティング：パトリック・メスレ

## キャスト
※役名、俳優の順
- ノラ : メラニー・ドゥーテ
- サム : オリヴィエ・バルテレミ
- オタール : フランシス・ルノー
- ニコラ : フェオドール・アトキン
- マリー : バレリー・シビリア
- アノニマス：バティステ・デ・オリヴェリア
- ジャーナリスト：ルース・エルクリーフ